# Stenocactus sulphureus
Stenocactus sulphureus là một loài thực vật có hoa trong họ Cactaceae. Loài này được (A. Dietr.) Bravo miêu tả khoa học đầu tiên.